# Kondition
Med kondition (även på slang kallad ”kondis” eller ibland även ”flåset”) brukar man mena kroppens förmåga att utföra ett långvarigt, submaximalt arbete. Det kallas även aerob uthållighet eller syreupptagningsförmåga eftersom konditionen är ett mått på hur man kan tillgodogöra sig det syre man andas in. Syreupptagningsförmåga mäts vanligtvis i enheten ml / (kg×min ), det vill säga den maximala volymen syre i milliliter som kan tillföras varje kilogram kroppsvävnad per minut. Bland män är medelvärdet 45 ml/(kg×min), bland vältränade idrottsmän inom uthållighetsidrott är värden uppemot 85–90 inte sällsynta. Längdskidåkaren Gunde Svan sägs ha mätt 91 ml/kg/min och Charlotte Kalla 74 ml/kg/min. Kondition är en viktig indikator på hur väl hjärtats kärl fungerar. Den maximala syreupptagningsförmågan per kilo kroppsvikt (VO2 max) är normalt högst hos uthållighetsidrottare, såsom cyklister, längdskidåkare och långdistanslöpare då dessa idrotter kräver hårt arbete under längre tidsintervaller. De högsta absoluta värdena av syreupptagning ses ofta hos tyngre uthållighetsidrottare, exempelvis roddare, eftersom deras större muskelmassa ger lägre värde per kilo kroppsvikt.
Konditionsträning kan öka  hjärtats slagvolym och hjärtats ejektionsfraktion medan maxpuls främst styrs av gener och ålder. Det ökar även förekomsten av kapillärer och kollateralkärl samt antalet mitokondrier i de muskelceller som används. Även blodets förmåga att frakta syre till arbetande muskler förbättras då kroppens totala blodvolym ökar med uthållighetsträning. Lungornas kapacitet utgör inte en begränsande faktor för konditionen, eftersom trots att man arbetar på sin maximala förmåga går det att öka andningsfrekvensen ytterligare.
När hjärta och kärl inte längre förmår sprida nog med syre till musklerna, tar de anaeroba processerna över. Vid anaerobt arbete är mjölksyra en biprodukt. Den arbetseffekt där mjölksyran ackumuleras i stället för att transporteras bort brukar kallas mjölksyratröskeln. Ackumuleringen av mjölksyra är sannolikt den faktor som gör att man upplever att konditionen inte räcker mer.